# Astronesthes splendidus
Astronesthes splendidus is een straalvinnige vissensoort uit de familie van de Stomiidae. De wetenschappelijke naam van de soort is voor het eerst geldig gepubliceerd in 1902 door Brauer.